# Долинське (Новопокровська селищна громада)
Доли́нське — село в Україні, у Новопокровській селищній громаді Дніпровського району Дніпропетровської області. Населення — 17 мешканців.

## Географія
Село Долинське знаходиться на відстані 2 км від селища Тихе. По селу протікає висихний струмок з загатою.

## Населення

### Мова
Розподіл населення за рідною мовою за даними перепису 2001 року:
| Мова       | Відсоток |
| ---------- | -------- |
| українська | 100 %    |

## Інтернет-посилання
- Погода в селі Долинське [Архівовано 20 грудня 2011 у Wayback Machine.]

1. ↑  Рідні мови в об'єднаних територіальних громадах України — Український центр суспільних даних